# Kenyanthropus
Kenyanthropus platyops là Hominin hóa thạch 3,5-3,2 triệu năm tuổi (thế Thượng Tân) được phát hiện ở hồ Turkana, Kenya vào năm 1999 bởi Justus Erus, thành viên của đội Meave Leakey.